# Gephyrina insularis
Gephyrina insularis är en spindelart som beskrevs av Simon 1897. Gephyrina insularis ingår i släktet Gephyrina och familjen snabblöparspindlar. Inga underarter finns listade i Catalogue of Life.